# Taiso Samurai
Taiso Samurai (体操ザムライ?, Taisō Zamurai) è una serie televisiva anime del 2020, prodotta da MAPPA e diretta da Hisatoshi Shimizu.

## Trama
Nel 2002 la squadra di ginnastica maschile giapponese attraversa un periodo di crisi. Jotaro Aragaki è un ginnasta professionista ed ex olimpionico che, nonostante fosse bravo in passato, non è mai riuscito a ottenere una medaglia d'oro. Poiché ha subito un infortunio alla spalla ed ha superato i 29 anni, il suo allenatore, Noriyuki Amakusa, gli suggerisce di ritirarsi. Mentre sta valutando la pensione, Jotaro porta sua figlia Rei a Edo Wonderland. Mentre sono lì, incontrano uno straniero travestito da ninja, che dopo averli seguiti a casa, si presenta come Leo. Più tardi, mentre Jotaro annuncia ufficialmente il suo ritiro in una conferenza stampa, cambia idea a metà del discorso, e decide di portare avanti la sua carriera da ginnasta.

## Distribuzione
La serie ha debuttato in Giappone l'11 ottobre 2020, mentre l'ultimo episodio è stato trasmesso il 20 dicembre 2020.